# بلوز باسماتی
بلوز باسماتی (به انگلیسی: Basmati Blues) فیلمی محصول سال ۲۰۱۷ و به کارگردانی دنی بارون است. در این فیلم بازیگرانی همچون بری لارسون، اسکات باکولا، دونالد ساترلند، تاین دالی، اوتکارش آمبودکار، لاکشمی فومانچو و سوهاسینی مولای ایفای نقش کرده‌اند.